# Greenovia diplocycla
Greenovia diplocycla és una espècie de planta tropical amb fulles suculentes de la família de les crassulàcies. És un endemisme de les illes occidentals de les illes Canàries. N'és sinònim Sempervivum diplocyclum (Webb ex-Bolle) Christ
Es diferencia dins del gènere per les seves rosetes foliars de 6-18 cm de diàmetre, amb fulles obovatoespatulades de 5-8 x 4-6,5 cm, glabres, glauques i amb marge hialí de color verd pàl·lid, de vegades amb pèls glandulars. Les inflorescències fan fins a 20 cm d'amplada, amb un peduncle de 8 a 22 cm. Les flors són 19- a 24- partides, amb pètals de color groc intens.
G. diplocycla va ser descrita per Webb ex-Bolle i publicat a Bonplandia (Corrientes) 7: 242, a l'any 1859. diplocycla és un epítet que deriva del grec diploos, que significa doble i kiklos, que significa cercle.